# SliTaz
SliTaz je minimalistická distribuce Linuxu, která si klade za cíl především schopnost vejít se na tzv. vizitkové CD, tedy zhruba do 30 MB. Podobně jako Damn Small Linux, je vyvíjen komunitou. Cílem projektu je vytvořit kompletní operační systém pro všeobecné použití z open source softwaru.

## Verze
| Verze | Datum vydání    |
| ----- | --------------- |
| 1.0   | 23. březen 2008 |
| 2.0   | 16. duben 2009  |
| 3.0   | 28. březen 2010 |
| 4.0   | 10. duben 2012  |